# 丹尼斯·尤斯科夫
丹尼斯·伊戈尔耶维奇·尤斯科夫（俄语：Денис Игоревич Юсков，1989年10月11日—），俄罗斯男子速度滑冰运动员，2018年欧洲速度滑冰锦标赛男子1500米和男子团体竞速赛金牌得主、男子1000米银牌得主、2020年欧洲速度滑冰锦标赛男子1500米和男子团体追逐赛银牌得主、男子5000米铜牌得主。